# Tae'
Tae’ (pejorativ auch Toala') ist eine in Ost-Toraja, Luwu Timur, Luwu, Luwu Utara und Palopo gesprochene Toraja-Sprache. Sie gehört zu den austronesischen Sprachen. Dialekte sind Rongkong, Nordost-Luwu, Süd-Luwu und Bua.